# Blabia gemma
Blabia gemma là một loài bọ cánh cứng trong họ Cerambycidae.